# The Blind Goddess
Pour plus de détails, voir Fiche technique et Distribution.
The Blind Goddess est un film policier muet américain réalisé par Victor Fleming, sorti en 1926. Il a été produit par Famous Players-Lasky et distribué par Paramount Pictures. Le film est adapté du roman The Blind Goddess d'Arthur Cheney Train.

## Fiche technique
- Titre : The Blind Goddess
- Réalisation : Victor Fleming
- Scénario : Gertrude Orr, Louis D. Lighton et Hope Loring d'après le roman d'Arthur Chesney Train
- Photographie : Alfred Gilks
- Pays d'origine : États-Unis
- Format : Noir et blanc - Film muet
- Genre : drame
- Date de sortie : 1926

## Distribution
- Jack Holt : Hugh Dillon
- Ernest Torrence : Mr Clayton
- Esther Ralston : Moira Devens
- Louise Dresser : Mme Eileen Clayton
- Ward Crane : Tracy Redmond
- Richard Tucker : Henry Kelling
- Louis Payne : Taylor
- Charles Clary : District Attorney
- Charles Lane : Juge